# Беттіно Краксі
Бенедетто (Беттіно) Краксі, італ. Benedetto (Bettino) Craxi (24 лютого 1934, Мілан, Італія — 19 січня 2000, Хаммамет, Туніс) — італійський політик, Голова Ради Міністрів Італії від 4 серпня 1983 до 17 квітня 1987 року.

## Біографія
Здійснював політичну кар'єру у лавах Соціалістичної партії (член з 1951) і був у 1976 обраний її секретарем. У 1968–1983 входив до Палати депутатів. Після перемоги на парламентських виборах у 1983 сформував новий уряд, перший за 38 років, не очолюваний Християнсько-демократичною партією, хоча остання і увійшла до уряду. Краксі, керуючи партією, прагнув дистанціюватися від комуністів та налагодити тісніші стосунки з правими партіями, у тому числі ХДП. У період його управління країною Італія стала п'ятою промислово розвиненою країною світу, однак інфляція зростала дуже швидкими темпами і державний борг перевищував рівень валового національного продукту. Коли у 1985 Краксі відмовився видати США палестинських крадіїв круїзного судна «Achille Lauro», що забили у ході захоплення американського громадянина, його авторитет зріс. Однак 1987 року соціалісти програли вибори.
Коли у 1992 за одержання хабара у 7 мільйонів лір був арештований депутат-соціаліст Маріо К'єса, скандал торкнувся всієї партії. Після того, як суд у 1993 звернувся за дозволом на судове переслідування Краксі, останній пішов у відставку з посади секретаря. ІСП понесла серйозну поразку на місцевих виборах в Ломбардії. Виявилось, що Краксі протегував бізнесу багатьох своїх друзів, у тому числі Сільвіо Берлусконі. Незважаючи на фінансові проблеми партії, Краксі мав віллу у Тунісі і жив у коштовному римському готелі «Рафаель». У 1994 Краксі, прагнучи уникнути арешту за звинуваченням в корупції, утік до Тунісу і був заочно засуджений до 27 років в'язниці, скороченим до 9 років і 8 місяців.